# Bongsieler Kanal
Der Bongsieler Kanal (Dänisch Bongsilkanalen, ehemals Kongecanal) ist ein Kanal in Nordfriesland. Das Cyprinidengewässer beginnt am Zusammenfluss von Lecker Au und Soholmer Au in Höhe des Bottschlotter Sees und endet am Schöpfwerk Schlüttsiel. Der letzte Streckenabschnitt im Bereich des Hauke-Haien-Koogs, der sogenannte Neue Bongsieler Kanal, bildet hier die Grenze zwischen den Gemeinden Dagebüll und Ockholm. Er zweigt am Schöpfwerk Amtmannseck vom alten Kanallauf ab. Bis zur Eindeichung des Kooges Ende der 1950er Jahre mündete der Kanal am Bongsieler Sielhafen in die Nordsee. Der Bongsieler Kanal gehört zur Flussgebietseinheit Eider und ist Teil des FFH-Gebietes Gewässer des Bongsieler Kanal-Systems. Der chemische Zustand des Bongsieler Kanals und seiner Zuflüsse ist nicht gut.

## Nebengewässer
Folgende Gewässer sind Nebengewässer des Bongsieler Kanals.
| Gewässer Einzugsgebiet ≥ 10 km²                   | Mündung | AEo (km²) |
| ------------------------------------------------- | ------- | --------- |
| Meyner Mühlenstrom                                | links   | 35,929    |
| Wallsbek                                          | rechts  | 27,928    |
| Spölbek                                           | rechts  | 20,601    |
| Rodau                                             | links   | 54,357    |
| Linnau                                            | links   | 72,188    |
| Goldebeker Mühlenstrom                            | links   | 39,240    |
| Kleine Au                                         | links   | 46,602    |
| Südersielzug                                      | links   | 16,876    |
| Lecker Au                                         | rechts  | 218,305   |
| Entwässerungskanal Kornkoog/Maasbüller Herrenkoog | rechts  | 44,715    |
| Alte Soholmer Au/Hauptsielzug Langenhorn          | links   | 26,734    |
| Sterdebüller Hauptsielzug                         | links   | 17,599    |